# Gösta Pettersson
Gösta Pettersson (Alingsås, 23 november 1940) is een voormalig Zweeds wielrenner. Hij was de oudste van de vier broers die voor Zweden de zilveren medaille wonnen op de 100 km per ploeg op de Olympische Spelen in 1968. Een hoogtepunt in zijn professionele carrière als wegrenner was de eindzege in de Ronde van Italië 1971.

## Belangrijkste overwinningen
1967
- Wereldkampioen 100 km ploegentijdrit, Amateurs (met Erik Pettersson, Sture Pettersson en Tomas Pettersson)
- Eindklassement Ronde van Marokko

1968
- 1e etappe deel A Milk Race
- 1e etappe deel B Milk Race
- 8e etappe deel B Milk Race
- Eindklassement Milk Race
- Wereldkampioen 100 km ploegentijdrit, Amateurs (met Erik Pettersson, Sture Pettersson en Tomas Pettersson)

1969
- Wereldkampioen 100 km ploegentijdrit, Amateurs (met Erik Pettersson, Sture Pettersson en Tomas Pettersson)

1970 (profs)
- Eindklassement Ronde van Romandië
- Coppa Sabatini
- Trofeo Baracchi (met Tomas Pettersson)

1971 (profs)
- Eindklassement Giro d'Italia
- Ronde van de Apennijnen

1972 (profs)
- 7e etappe Giro d'Italia

## Resultaten in voornaamste wedstrijden
| Jaar | Ronde van Italië | Ronde van Frankrijk | Ronde van Spanje |
| ---- | ---------------- | ------------------- | ---------------- |
| 1970 | 6e               | ↑                   |                  |
| 1971 | ↑                | opgave              |                  |
| 1972 | 6e (1)           |                     |                  |
| 1974 | 10e              |                     |                  |

| Jaar | Milaan-San Remo | Gent-Wevelgem | Parijs-Roubaix | Ronde van Lombardije |
| ---- | --------------- | ------------- | -------------- | -------------------- |
| 1970 |                 | 33e           | 39e            | 18e                  |
| 1971 | ↑               |               |                | 17e                  |
| 1972 | 9e              | 20e           |                | 11e                  |
| 1974 |                 |               |                | 21e                  |